# Vincetoxicum pumilum
Vincetoxicum pumilum är en oleanderväxtart som beskrevs av Joseph Decaisne. Vincetoxicum pumilum ingår i släktet tulkörter, och familjen oleanderväxter. Inga underarter finns listade i Catalogue of Life.